# 마틴 콤프스턴
마틴 콤프스턴(Martin Compston, 1984년 5월 8일 ~ )은 영국 스코틀랜드의 배우, 축구 선수이다.

## 출연 작품
- 메리, 퀸 오브 스코틀랜드 (2018)
- 헌터스 프레어 (2017)
- 스코티시 머슬 (2015)
- 더 롱 미드나잇 오브 바니 톰슨 (2015)
- 위 맨 (2013)
- 대열차 강도 (2013)
- 스트리퍼 vs 늑대인간 (2013)
- 아이스크림 걸즈 (2013)
- 인비저블 (2013)
- 필스 (2013)
- 피기 (2012)
- 라인 오브 듀티 시즌1 (2012)
- 웬 더 라이츠 웬트 아웃 (2012)
- 시스터 (2012)
- 포 (2011)
- 하우 투 스톱 빙 어 루저 (2011)
- 세븐라이브즈 (2011)
- 고스티드 (2011)
- 당나귀 (2010)
- 소울보이 (2010)
- 스펑크버블 (2009)
- 앨리스 크리드의 실종 (2009)
- 댐드 유나이티드 (2009)
- 레드 미스트 (2008)
- 둠스데이 - 지구 최후의 날 (2008)
- 트루 노스 (2006)
- 당신의 성인을 알아보는 법 (2006)
- 붉은 거리 (2006)
- 와일드 카운트리 (2006)
- 티켓 (2005)
- 나이스랜드 (2004)
- 달콤한 열여섯 (2002)